# Форма на Земята
Форма на Земята е термин за формата на земната повърхност в геодезията и астрономията, който се отнася до размера и формата, използвани за моделиране на Земята. Размерът и формата, към които се отнася, зависят от контекста, включително точността, необходима за модела.
Сферата е приближение на фигурата на Земята, което е задоволително за много цели. Разработени са няколко модела с по-голяма точност, така че координатните системи да обслужват точните нужди на навигацията, геодезията, кадастъра, използването на Земята и различни други проблеми. В зависимост от дефиницията на фигурата на Земята в геодезията се установяват различни координатни системи. Реалната форма на Земята е геоид, а като геометрично тяло най-много се доближава до ротационен елипсоид.

## История
Още през VI век. пр. н. е. Питагор вярвал, че Земята има сферична форма. Най-авторитетният автор по този въпрос, Теофраст, отдава същото откритие на Парменид.
След 200 години Аристотел доказа това, като се позова на факта, че по време на лунните затъмнения сянката на Земята винаги е кръгла.
След още 100 години Ератостен, знаейки разстоянието от Александрия до Сиена и използвайки гномон близо до Александрийската библиотека по време на позицията на Слънцето над Сиена в зенита си, успява да определи пълния кръг на земния меридиан (360°) като стойност от 250 000 стадия. Тъй като не е известно какви стадии е използвал Ератостен, е невъзможно точно да се установи тази стойност в съвременните единици за дължина. В различни региони на Гърция 1 стадий варира от 150 до 200 съвременни метра. Следователно в съвременните единици дължината на голямата окръжност на земния меридиан, изчислена от Ератостен, е била приблизително от 37 500 до 50 000 км (за сравнение, съвременната му стойност е 40007,863 км).
Нютон е първият, който показва, че формата на Земята трябва да се различава от сферата. Той е предположил, че е елипсоид и предлага следния мисловен експеримент. Трябва да се изкопаят два канала: от полюса до центъра на Земята и от екватора до центъра на Земята. Тези канали са залети с вода. Ако Земята е сферична, тогава дълбочината на каналите е същата. Но водата в екваториалния канал е подложена на центробежна сила, докато водата в полярния канал не. Следователно за баланса на водата в двата канала екваториалният канал трябва да е по-дълъг.
По-нататъшното развитие на теорията за фигурата на Земята е отразено в трудовете на Хюйгенс, Джовани Доменико Касини, Клеро, Маклорен, Д’Аламбер, Лагранж, Лаплас, Лежандр, Якоби, Дирихле, Поанкаре и др.

## Доказателства за кълбовидната форма на Земята
Преките доказателствата за кълбовидната форма на Земята могат да бъдат сведени до 11 броя:
- Хоризонтът по всички части на земната повърхност е кръгообразен. С изкачване във височина неговият обхват се разширява.
- При приближаване или отдалечаване предметите се появяват или изчезват постепенно. Това особено добре изпъква при приближаване към някое селище, като най-напред забелязваме най-високите части на сградите. Ако наблюдаваме от брега отдалечаващ се кораб, ние забелязваме неговото постепенни изчезване, а при идващ кораб – неговото постепенно увеличаване.
- При лунни затъмнения сянката, която Земята хвърля върху светлия образ на Луната, винаги има кръгла форма.
- При изгрев Слънцето огрява най-напред високите части на планините, след това по-ниските, а при залез, когато Слънцето е вече под хоризонта, най-високите части на атмосферата са все още осветени.
- При пътуване от север на юг към екватора, северните съзвездия слизат все по-ниско над хоризонта, докато най-сетни изчезнат под него. Обратно, южните съзвездия се издигат все по-висока над хоризонта.
- В места с различни географски ширини едни и същи предмети по пладне хвърлят сянка с различна дължина. Тези, които са близо до екватора, хвърлят по-малка, а към полюсите – най-дълга сянка.
- Околосветските пътувания са най-достоверното и сигурно доказателство за кълбовидната форма на Земята. Първото околосветско пътуване в посока от изток на запад е извършено от експедицията на Фернандо Магелан в началото на 16-ти век (1519 – 1522).
- Сборът от ъглите на триъгълник, измерен по земната повърхност, е винаги по-голям от 180°, защото това са ъгли на сферичен триъгълник.
- Всички небесни тела, които наблюдаваме, имат кълбовидна форма. Земята не може да е изключение.
- Сега човечеството разполага и с ново доказателство за кълбовидната форма на Земята – фотографските снимки, правени с автоматични фотокамери, монтирани в изкуствени спътници, космически кораби, космически станции. Тези фотоснимки предават много пластично изпъкналостта на земната повърхност.
- Кълбовидната форма на Земята се потвърди и от полетите, извършени от изкуствените спътници и космическите кораби.[5]

## Съвременни възгледи
В нулевото приближение може да се приеме, че Земята има формата на топка със среден радиус 6371,3 км. Това представяне на нашата планета е подходящо за задачи, при които точността на изчисленията не надвишава 0,5 %. В действителност Земята не е идеална сфера. Поради денонощното въртене тя е сплескана на полюсите; височините на континентите са различни; формата на повърхността също се изкривява от приливни деформации.

### Геоид и ротационен елипсоид
В геодезията, астрономията и космонавтиката обикновено се избира ротационен елипсоид или геоид, за да се опише формата на Земята. Системата от астрономически координати е свързана с геоид, а системата от геодезични координати е свързана с ротационен елипсоид.
Геоидът е повърхнина, която е навсякъде е перпендикулярна към посоката на силата на тежестта. Ако Земята беше напълно покрита от океани и не беше подложена на приливните ефекти на други небесни тела и подобни смущения, тя щеше да има формата на геоид. Всъщност на различни места повърхността на Земята може значително да се различава от геоида.

Геоидът е неправилно кълбовидно тяло, което съвсем малко се различава от ротационния елипсоид, т.е. геометрично тяло получено от завъртването на елипса около малката ѝ ос. Земната повърхност се приближава по-добре към ротационен елипсоид, който съвпада добре с геоида само в някаква част от повърхността. Геометричните параметри на еталонните елипсоиди се различават от параметрите на средния земен елипсоид, който описва земната повърхност като цяло. Ето защо на практика формата на Земята се приема за елипсоид, който се нарича земен елипсоид или сплеснат сфероид, чийто полярен радиус е с 21,38 км по-къс от екваториалния.

Сплеснатостта на Земята {\displaystyle f} е геометричното свиване на елипсоида
{\displaystyle f={\frac {a-b}{a}}={\frac {1}{298,2575}}},
където {\displaystyle a} e екваториалният, а {\displaystyle b} – полярният радиус на Земята.
Поради факта, че Земята е сплескана, точката на нейната повърхност най-близо до центъра на Земята е Северният полюс (за разлика от Южния полюс той е в океана), най-далеч е вулканът Чимборасо (Еквадор) – 6384,4 km.

На практика се използват няколко различни средни за Земята елипсоиди и свързани земни координатни системи.
| \| Название \| {\displaystyle a}, км \| 1/f \| GM⊕×1014м³c−2 \| J2×10−3 \| Ω×10−5рад/с \| \| -------- \| --------------------- \| ------------- \| ------------- \| --------- \| ----------- \| \| WGS84 \| 6378,137 \| 298,257223563 \| 3,986004418 \| 1,08263 \| 7,292115 \| \| GRS80 \| 6378,137 \| 298,257222101 \| 3,986005 \| 1,08263 \| 7,292115 \| \| IERS96 \| 6378,13649 \| 298,25645 \| 3,986004418 \| 1,0826359 \| 7,292115 \| \| ПЗ-90 \| 6378,136 \| 298,257839303 \| 3,9860044 \| 1,0826257 \| 7,292115 \| | Тук: - {\displaystyle a} е екваториалният радиус на Земята; - {\displaystyle f} – геометрично свиване на елипсоида {\displaystyle (f={\frac {a-b}{a}}}, където {\displaystyle b} – полярен радиус на Земята); - G – гравитационна константа; - M⊕ – маса на Земята; - J2 – динамичен форм-фактор на Земята; - Ω – ъглова скорост на въртене на Земята. |               |               |           |             |
| Название | {\displaystyle a}, км | 1/f           | GM⊕×1014м³c−2 | J2×10−3   | Ω×10−5рад/с |
| WGS84 | 6378,137 | 298,257223563 | 3,986004418   | 1,08263   | 7,292115    |
| GRS80 | 6378,137 | 298,257222101 | 3,986005      | 1,08263   | 7,292115    |
| IERS96 | 6378,13649 | 298,25645     | 3,986004418   | 1,0826359 | 7,292115    |
| ПЗ-90 | 6378,136 | 298,257839303 | 3,9860044     | 1,0826257 | 7,292115    |

Обемът на еталонния елипсоид е V = 43π{\displaystyle a}2{\displaystyle b}, където {\displaystyle a} и {\displaystyle b} са неговите голяма и малка полуоси. Използвайки параметрите от ротационния елипсоид WGS84, {\displaystyle a} = 6378,137 km и {\displaystyle b} = 6356,7523142 km, V = 1,08321 × 1012 km3.

### Сплеснатост на други планети
Сплеснатостта на планетите зависи от тяхната плътност и скорост на въртене. Поради това всяко въртящо се небесно тяло не е идеален сфероид.
В Слънчевата система планетите и спътниците, които се въртят с по-ниска скорост – като Меркурий и Венера, имат незначителна сплеснатост.
| Планета | Диаметър на екватора, км | Диаметър между полюсите, км | Разлика, км | Сплеснатост |
| ------- | ------------------------ | --------------------------- | ----------- | ----------- |
| Земя    | 12 756,28                | 12 713,56                   | 42,72       | 1:298,2575  |
| Марс    | 6805                     | 6754,8                      | 50,2        | 1:135,56    |
| Церера  | 975                      | 909                         | 66          | 1:14,77     |
| Юпитер  | 142 984                  | 133 709                     | 9275        | 1:14,14     |
| Сатурн  | 120 536                  | 108 728                     | 11 808      | 1:10,21     |
| Уран    | 51 118                   | 49 946                      | 1172        | 1:43,62     |
| Нептун  | 49 528                   | 48 682                      | 846         | 1:58,54     |